# Свободен порт Владивосток
Свободен порт Владивосток (на руски: Свободный порт Владивосток) е порто франко (пристанищна зона с особен режим на митническо, данъчно, инвестиционно и свързано регулиране) в Приморски край, Русия.
Пристанището на град Владивосток в Руската империя има статут на свободно пристанище в периода от 1861 до 1909 година.
Понастоящем такъв статут е даден на пристанищен комплекс, наречен Свободен порт Владивосток, включващ пристанища (не само океански) и летище Кневичи (Владивосток) на територията на 15 общини в Приморски край на Руската федерация. Федералният закон № 212-ФЗ „За Свободния порт Владивосток“ («О свободном порте Владивосток») е подписан от президента на Русия на 13 юли 2015 година и встъпва в сила на 12 октомври 2015 г.
Проектът е насочен към разширяване на презграничната търговия, развиване на транспортната инфраструктура и включване на Приморски край в международните транспортни маршрути, привличане на инвестиции, създаване на мрежа от логистични центрове с особени условия за превоз, съхраняване и частична преработка на товари, както и към развиване на несуровинни експортно ориентирани и високо ефективни производства.